# Matthiola superba
Matthiola superba là một loài thực vật có hoa trong họ Cải. Loài này được Conti mô tả khoa học đầu tiên năm 1900.